# State Administration of Foreign Exchange
State Administration of Foreign Exchange (chinois simplifié : 国家外汇管理局 ; chinois traditionnel : 國家外匯管理局 ; pinyin : Guójiā wàihuì guǎnlǐ jú) est un fonds souverain chinois.

## Mission
Le fonds est chargé de gérer les réserves de change de la Chine. C'est une manifestation spectaculaire du dynamisme de l'économie de la Chine.
Ce fonds est devenu une arme stratégique de tout premier plan à l'époque de la mondialisation.

## Un potentiel d'investissements puissant
En mars 2008, les réserves du fonds étaient considérables, soit 1 650 milliards de dollars.[réf. nécessaire]

## Investissements internationaux
À la fin de 2007, le fonds a acquis 1,6 % du groupe Total et est devenu le deuxième actionnaire du groupe.

## Source
- Saint et sauf, Philippe Reclus, Le Figaro Économie, n°19807, 5-6 avril 2008, p 25